# Antarktiszi becsapódási kráterek listája
Az Antarktiszon a vastag jégtakaró miatt a felszínformák kevéssé ismertek. Mindössze három olyan képződmény van, amelyről fel lehet tenni, hogy valószínűleg becsapódási kráter.

## Lista
| név         | átmérő (km) | kor (millió év) | koordináták                                                               |
| ----------- | ----------- | --------------- | ------------------------------------------------------------------------- |
| Bowers      | 100         | ismeretlen      | d. sz. 71° 12′ 00″, k. h. 176° 00′ 00″71.200000°S 176.000000°EBowers      |
| Ross        | 550         | oligocén        | d. sz. 77° 30′ 00″, k. h. 178° 30′ 00″77.500000°S 178.500000°ERoss        |
| Wilkes Land | 485         | <500?           | d. sz. 70° 00′ 00″, k. h. 120° 00′ 00″70.000000°S 120.000000°EWilkes Land |